# Ptychochromis oligacanthus
Ptychochromis oligacanthus es una especie de peces de la familia Cichlidae en el orden de los Perciformes.

## Morfología
- Los machos pueden llegar alcanzar los 25 cm de longitud total.[2][3]

## Hábitat
Vive en zonas de clima tropical entre 24 °C-30 °C de temperatura.

## Distribución geográfica
Se encuentra en Madagascar.